# Неолуддизм
Неолуддизм — течія в сучасній філософії та контркультурі, що критикує вплив науково-технічного прогресу (особливо в області комп'ютерних технологій) на людину і суспільство. Термін "луддит" переважно вживають пейоративно щодо людей із технофобськими поглядами, він походить від історичного поняття англійських луддитів — робітників мануфактур, що виступали проти впровадження машин на початку 19 століття.
Неолуддизм — це рух розрізнених груп без лідерів, які опираються технологіям і вимагають повернути деякі або всі технології на примітивніший рівень. Неолуддизму притаманні одна або більше таких рис: пасивна відмова від технологій, завдання шкоди тим, хто продукує технології, які шкодять довкіллю, пропагування простого життя або саботування технологій. Сучасний  неолуддистський рух пов'язаний з антиглобалістським рухом, анархо-примітивізмом, радикальною охороною природи та глибинною екологією. 
В основі неолуддизму лежить занепокоєння щодо технологічного впливу на індивідів, їхні спільноти та/чи довкілля. Неолуддизм передбачає використання принципу обережності для всіх нових технологій, наполягаючи на тому, щоб перед впровадженням технології було доведено її безпечність через невідомі ефекти, які нові технології можуть спричиняти.
Неолуддизм відрізняється від оригінальної філософії луддизму тим, що луддизм виступає проти всіх форм технології, тоді як неолуддизм протистоїть лише технологіям, які вважає руйнівними або іншим чином згубними для суспільства.

## В популярній культурі
Тема неолуддизму є однією з основних в норвезькому серіалі "Прибульці з минулого".